# 交通静穏化

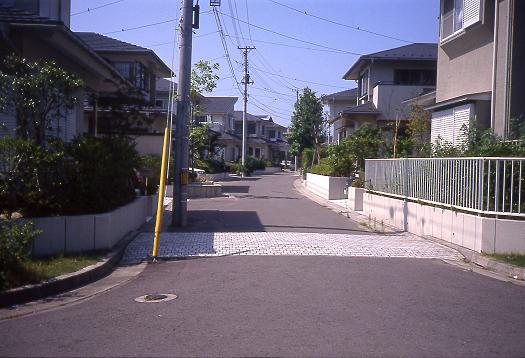
汐見台ニュータウンのハンプとフォルト

交通静穏化（こうつうせいおんか）またはトラフィック・カーミング（英語: traffic calming）とは、住環境保全や交通安全のために自動車交通を抑制する取り組みのことである。特に住宅密集地の生活道路を利用する近隣住民の交通安全を確保するために行われる。
オランダのボンエルフの訳語としてこの語が用いられることもある。

## 概要
地域間の移動を目的として大量の交通に対応した構造を持つ幹線道路とは異なり、住宅地の中を通る生活道路は幅員が狭く、自動車と歩行者の交通が錯綜しやすい。抜け道などの目的で自動車が高速かつ大量に生活道路を通過する場合、近隣住民に交通事故の危険が及ぶこととなり、また騒音等による住環境悪化の恐れもある。これを解決するために行う取り組みを総称して交通静穏化といい、生活道路における自動車交通の抑制を目的として、道路構造や交通規制などの改善が行われる。

### 経緯
1963年にイギリスで発表された報告書『都市における交通』では、都市の道路を機能や役割によって分類し、それに応じて適切な整備を行うべきという理念に基づき、いかにして増加する自動車交通に対処すべきかを説いた。そこでは、急速なモータリゼーションの進展による自動車交通・台数の増加に対して行政がとるべき対処として「自動車交通より住環境の保全を優先させる地域を設ける」という施策を例示した。
1970年代初めには、オランダでボンエルフと称する取り組みが開始され、歩車分離に代わる考え方として歩車共存が打ち出された。この取り組みにより、歩道と車道の区別をなくし、自動車がスピードを出せないような道路構造にすることで、従来車道だった空間まで住民の生活スペースに含まれるような道路が幹線道路に囲まれた地域（以下、ゾーン）毎に整備された。ボンエルフが整備された地域では、自動車が歩行者に対して一切の優先権を持たなくなり、住環境の向上に貢献することとなる。地域一帯で歩車共存空間を整備する取り組みは、1970年代終盤より欧州各国に波及した。
しかし、ボンエルフのように大規模な道路改修を要する取り組みは、住民の同意を得るのが難しかったり、その工事費用が莫大なものになることから、1980年代からはより簡易なゾーン対策が広まりを見せた。これにおいては、速度規制を道路路線別ではなくゾーン全体で一括して設定し、速度抑制を促す道路構造の変更は、ゾーン内の必要箇所と幹線道路との出入口で重点的に行うこととなった。ゾーン対策は1984年にオランダでZone30として法制化され、ボンエルフと同様欧州各国もこれに続いた。
その後、オランダでは交通信号や道路標識をなくす「共有空間（Shared Space）」という考え方が提唱され、欧州連合の援助でドイツのボームテがこのプロジェクトに取り組んで国際的に注目されるなど、交通静穏化の手法は進化し続けている。

## 手法

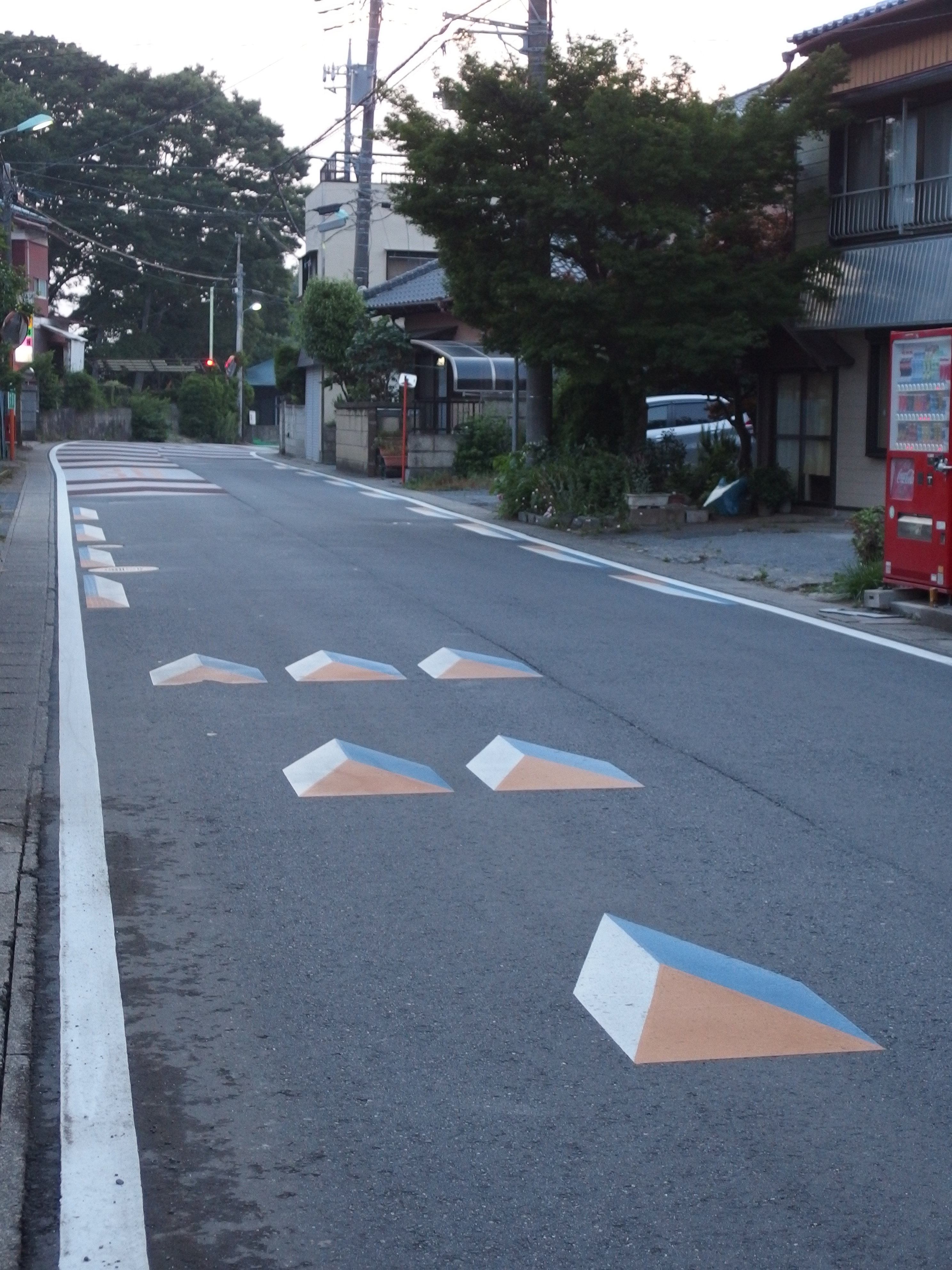
イメージバンプの例

交通規制や路面標示によって運転者への注意喚起を行うソフト的対策、または路上に構造物（物理的デバイス）を設置して道路そのものに手を加えるハード的対策が行われる。地域の実情に合わせて様々な手法を組み合わせ、交通静穏化を実施する。これらは特に必要な地点について単発的に行われることもあれば、商店街や住宅街などの特定の道路について全面的に行われたり、ある地域内の全ての道路について一括して行われることもある。

### ソフト面
- 一方通行 - 交通量の抑制や抜け道防止に設定される。指定方向外進行禁止もこれに含まれる。
- 速度 - 重大事故を避けるべく、時速30キロ以下に設定するのが望ましいとされる[7]。ゾーン対策を行う場合は、路線別ではなくゾーン内で一括して規制対象とする。
- 車種 - 主に大型車の進入を禁止する。騒音対策で二輪を指定する事例や、歩行者専用道路規制を用いて通行車両を居住者用のものに限定する事例もある。
- 駐車 - 駐車禁止指定で通行の安全を確保したり、道路の左端以外を駐車可能場所として指定することで、意図した交通静穏化の効果を得られるようにする。

### ハード面
- 路面標示 - 規制の内容や路側帯の明示など、カラー舗装も利用して運転者に視覚的な注意喚起を促す。特に錯視で路面に隆起があるように見せる物はイメージハンプという。

- 狭窄 - 車道の一部を狭くし、車両の通過速度を低下させる。歩道を張り出させたり、ボラードを設置するほか、環境や景観に配慮して花壇や樹木を置く場合もある[8]。
- 蛇行 - 複数の狭窄を組み合わせ、車両の通過速度を低下させる。直線的な屈折が連続するものはクランク、曲線的なものはスラローム、連続しない蛇行はシケインと呼ばれる。
- 車止め - 道路の一部を遮断することで自動車の通過を防ぎ、抜け道などの目的で地域外の自動車が進入しないようにする。柵やボラードなどを用いる。
- クルドサック - 住宅が面する道路を袋小路状にし、通過交通の流入を防ぐもの。車止めで十字路を遮断し同様の効果を狙う例もある。
- ハンプ - 路面の一部を隆起させ、通過車両の速度を低下させるよう促す。舗装材をそのまま用いるものや、ゴム製のものがある。

### コミュニティ道路
以上の手法を実施した道路をコミュニティ道路と呼び、以下の2種類がある。いずれも自動車の通行を主たる目的とはせず、より歩行者優先を強調するものである。
- コミュニティ道路 - 歩行者空間と車両空間が物理的に分離され、従来より歩行者の通行スペースを広く取るもの。交通量が多い道路について実施される。狭窄、ハンプなどのハード的対策が重点的に行われる。
- 歩車共存道路 - 歩行者空間と車両空間が物理的に分離されないもの。交通静穏化の必要性がありながら、費用面でハード的対策を行うことが難しい道路について実施される。カラー舗装やソフト的対策が重点的に行われる。

### コミュニティ・ゾーン
以上の手法を道路単位ではなく、ゾーン対策として特定の地域でまとめて実施したものをコミュニティ・ゾーンと呼ぶ。前述の通り、通常は路線別に交通規制や道路構造の変更が決定される（線的対策）ところを、ある特定の地域を一つの「ゾーン」として指定し、ゾーン内の全ての道路の最高速度を集合体として捉えて対策を行う（面的対策）ものである。

## 日本
| 年     | 総数（件） | 隘路（件） | 割合  |
| ------ | ---------- | ---------- | ----- |
| 2003年 | 939,650    | 201,151    | 21.5% |
| 2004年 | 952,720    | 208,135    | 21.8% |
| 2005年 | 934,346    | 205,569    | 22.0% |
| 2006年 | 887,267    | 197,643    | 22.3% |
| 2007年 | 832,704    | 210,588    | 25.3% |
| 2008年 | 766,394    | 193,316    | 25.2% |
| 2009年 | 737,637    | 183,011    | 24.8% |
| 2010年 | 725,924    | 181,425    | 25.0% |
| 2011年 | 692,084    | 171,455    | 24.8% |
| 2012年 | 665,157    | 162,581    | 24.4% |
| 2013年 | 629,033    | 151,705    | 24.1% |
| 2014年 | 573,842    | 137,921    | 24.0% |
| 2015年 | 536,899    | 126.456    | 23.6% |
| 2016年 | 499,201    | N/A        | N/A   |

日本では、1980年に大阪市が市道にクランクやハンプなどを設置し、欧州の事例と同様の効果を狙ったコミュニティ道路が開通したのが始まりである。また、ほぼ同時期に西洋環境開発により汐見台ニュータウン（宮城県七ヶ浜町）、その後桂坂ニュータウン（京都市西京区）としてボンエルフ状の分譲地が引き続き造成された。
欧米における生活道路網のゾーン対策が効果を見せていたことから、日本でも1996年より警察庁が各都道府県警に向けてこれと同様の「コミュニティ・ゾーン対策」を推進した。これは交通規制の実施と物理的デバイスの設置を一挙に行うことで交通静穏化を目指すものであったが、これらを一つの事業として行うには住民や自治体などとの連携が不可欠であり、立案から実施までに長い時間を要する上、住民の合意が得られなかったり、自治体が必要な予算を捻出できないなどして、計画倒れになる事例もあった。。また、2003年には国土交通省により「あんしん歩行エリア」の指定が行われ、都道府県公安委員会と道路管理者によって対策が行われたが、2012年までの9年間で全国1378箇所の指定に留まった。あんしん歩行エリアもコミュニティ・ゾーン対策と類似したもので、依然として同様の問題点を抱えており、日本におけるゾーン対策の広まりは不十分なままであった。
一方、交通事故発生件数は2004年（平成16年）を境に減少傾向となり、2010年には2004年比23.8%減となったにもかかわらず、生活道路と想定される幅員5.5m未満の道路における件数は同12.8%減に留まっており、全体における割合も微増減を繰り返していた。特に交通死亡事故に占める歩行者の割合は欧米に比べて高く、その多くが自宅の付近で事故に遭っていることからも、依然としてゾーン対策の拡充が求められていた。
これを受けた警察庁は、2006年に17人が死傷した事故により生活道路における30キロ制限の対策を進めていた川口市を参考に、国土交通省と共にゾーン対策に関する調査を更に進める。2009年、これを元に交通規制基準の一部改正を行い、従来2車線以上の道路に関するものしかなかった速度規制基準について、生活道路及び区域規制に関する基準を追加した。
そして2011年9月20日、「ゾーン30の推進について」と題した通達を全国の各行政機関向けに発表し、本格的な取り組みが開始された。ゾーン30は警察庁が主体となって行われ、これまでのゾーン対策と異なり、住民に対して同意の得やすい速度規制（指定区域内全体における時速30キロ制限）のみを先に実施し、必ずしも物理的デバイスの設置を同時に行うものではない。警察がゾーン30を指定することで自治体や道路管理者による危険箇所策定の手間が軽減し、物理的デバイスなどの整備を促進することが期待されている。